# Peqin
Peqin là một đô thị trong quận Peqin thuộc hạt Elbasan, Albania. Dân số năm 2005 là 7242 người.